# Тунджа (самоходный миномёт)
«Тунджа»/«Тунджа-Сани» — самоходный миномёт на базе лёгкого бронированного тягача МТ-ЛБ.

## История создания
К середине 1960-х годов были начаты работы по созданию 120-мм самоходных миномётов. Работы велись под руководством ВНИИ-100. В исследований были проработаны два варианта самоходного миномёта на шасси БМП-1. В первом варианте на машине устанавливался миномёт М-120, во втором варианте устанавливался казнозарядный миномёт с автоматическим заряжанием.
13 сентября 1969 года постановлением комиссии по военно-промышленным вопросам при совете министров СССР была задана разработка самоходных миномётов калибра 120-мм для сухопутных войск и ВДВ. В ходе работ был проработан вариант размещения миномёта М-120 на базе лёгкого бронированного тягача МТ-ЛБ, работы велись под руководством ЦНИИ «Буревестник». В результате именно этот вариант был окончательным, однако на вооружение Советской армии машина не принималась, так как было разработано полуавтоматическое нарезное орудие 2А51.

### Опытные образцы

#### Вариант 1 на базе Объекта 765
В первом варианте в качестве основного орудия использовался 120-мм миномёт М-120. Миномёт устанавливался в кормовой части машины на стандартном лафете. Боевое отделение сверху закрывалось двустворчатой крышкой.
ТТХ:
Масса, т: 12,248
Экипаж, чел.: 5
Тип брони: противопульная
Калибр и марка пушки: 120-мм М-120
Тип пушки: миномёт
Боекомплект, выстр.: 64
Углы ВН, град.: +45..+80
Углы ГН, град.: −20..+20
Дальность стрельбы, км: 0,46..7
Пулемёты: 1 × 7,62-мм ПКТ
Тип двигателя: дизельный УТД-20
Мощность двигателя, л.с.: 300
Скорость по шоссе, км/ч: 65
Скорость на плаву, км/ч: 7..8
Запас хода по шоссе, км: 300

#### Вариант 2 на базе Объекта 765
Второй вариант предполагал размещение в шасси БМП-1 120-мм казнозарядного миномёта с автоматическим заряжанием. Автомат заряжания представлял собой барабан, в котором размещалось 6 мин. Вооружение, состоявшее из миномёта и пулемёта, устанавливалось в
поворотной башне.
ТТХ:
Масса, т: 12,337
Экипаж, чел.: 5
Тип брони: противопульная
Калибр и марка пушки: 120-мм
Тип пушки: автоматический миномёт
Боекомплект, выстр.: 80
Углы ВН, град.: +35..+80
Углы ГН, град.: 360
Дальность стрельбы, км: 0,48..7
Пулемёты: 1 × 7,62-мм ПКТ
Тип двигателя: дизельный УТД-20
Мощность двигателя, л.с.: 300
Скорость по шоссе, км/ч: 65
Скорость на плаву, км/ч: 7..8
Запас хода по шоссе, км: 300

## Серийное производство
Ввиду появления САО 2С9, самоходный миномёт  на базе МТ-ЛБ на вооружение Советской армии не принимался. 120мм миномет на базе МТ-ЛБ в периоде 1976-1981 г. был разработан в  Болгарии, в НИТИ г. Казанлык серийно производился для болгарской армии и кроме того велись поставки в страны Варшавского договора.

## Описание конструкции

### Броневой корпус и башня
На марше миномёт размещён в корпусе машины, в боевом — открываются створки люка крыши и ведется огонь не снимая миномета. Миномет оснащен противооткатным устройством. Ствол может сниматься с машины для ведения огня с грунта, для чего на машине перевозятся штатная двунога и опорная плита.

### Вооружение
В качестве основного вооружения используется 120-мм полковой миномёт образца 1955 года М-120. В номенклатуру входят мины: З-843А, О-843А, О-843 и другие. Боекомплект составляет 60 мин.
В качестве дополнительного вооружения используется 7,62-мм пулемёт ПКТ. Боекомплект составляет 2000 патронов.

## Модификации
- «Тунджа» — базовая модификация.
  - SMM B1.10 «Tundzha» — болгарский вариант, разработан в 1981 году под руководством главного конструктора Георги Ишмериева.
- «Тунджа-Сани» — отличается использованием в качестве основного вооружения миномёта 2Б11 из состава миномётного комплекса 2С12 «Сани»[4].
  - SMM 74B1.10 «Tundzha» — болгарский вариант, разработан в 1981 году под руководством главного конструктора Георги Ишмериева.
  - 2С12Б «Дилемма-2С12» — современная модификация комплекса 2С12 «Сани», с установкой миномёта на шасси МТ-ЛБ. Разработана в ЦНИИ «Буревестник».

## Операторы
- Афганистан — 16 единиц 2S11 поставлено из России в 2001 году[5]
- Болгария — 215 2С11 SP, по состоянию на 2016 год[6] 50 единиц 2С11 произведено по лицензии в период с 1986 по 1987 годы[5]
- ГДР — 75 единиц 2S11 поставлено из СССР в период с 1988 по 1990 годы[5]
- Кот-д’Ивуар — 10 единиц 2S11 поставлены из Белоруссии в 2002 году[5]
- Латвия — 20 единиц 2S11 поставлено из Болгарии в 1999 году[5]
- Сирия — 210 единиц 2S11 поставлено из Болгарии в 1992 году[5]
- Польша — 16 единиц 2S11 поставлено из СССР в 1987 году[5]